# گورستان تاریخی چنداب
قبرستان تاریخی چنداب مربوط به سده‌های میانه دوران‌های تاریخی پس از اسلام است و در شهرستان گرمسار، بخش ایوانکی، دهستان ایوانکی، 7 کیلومتری جاده آسفالته شهر ایوانکی به روستای چنداب، جنوب غرب روستای چنداب واقع شده و این اثر در تاریخ ۲۶ اسفند ۱۳۸۷ با شمارهٔ ثبت ۲۶۰۴۹ به‌عنوان یکی از آثار ملی ایران به ثبت رسیده است.